# Pierre Donders
Pour les articles homonymes, voir Saint Pierre et Donders.
Pierre Donders (Peerke en néerlandais, ou Petrus Norbertus) 1809-1887 est un prêtre rédemptoriste, qui a évangélisé les lépreux et les esclaves au Suriname. Reconnu bienheureux par Jean-Paul II, il est commémoré le 14 janvier selon le Martyrologe romain.

## Vie et apostolat

### Enfance et vocation
Pierre Donders est né aux Pays-Bas à Tilbourg dans une modeste famille de tisserands. Son père, Arnold Denis, et sa mère Petronella ne pouvaient pas assumer le coût des études de leurs deux fils qui n'allèrent donc pas longtemps à l'école.
Pierre, déjà tout jeune, manifestait le désir de devenir prêtre. Il demanda au curé du village de lui donner des cours. Après quelques hésitations, celui-ci accepta, et c'est ainsi qu'à l'âge de 22 ans, Pierre put rejoindre le petit séminaire, au grand étonnement de ses condisciples, beaucoup plus jeunes que lui.
En 1839, il entra au grand séminaire de Haaren, avec déjà dans l'idée de devenir missionnaire. Il y rencontra monseigneur Groof, vicaire apostolique du Suriname, et demanda à le suivre.
Ordonné prêtre le 5 juin 1841, Pierre fut nommé officiellement missionnaire apostolique le 14 avril 1842 et partit aussitôt pour l'Amérique du Sud.

### Mission au Suriname

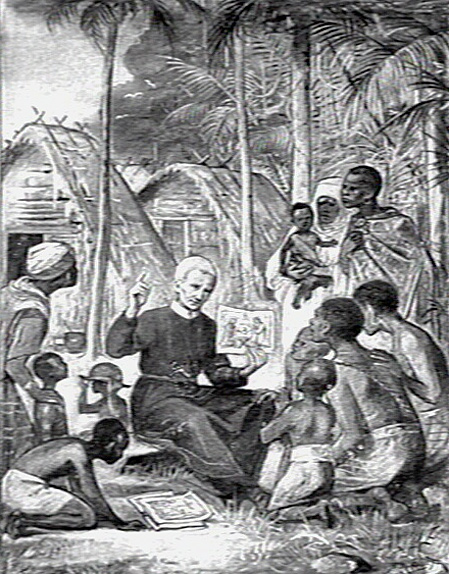
Pierre Donders catéchisant, gravure de 1922.

Pierre arriva le 16 septembre 1842 à Paramaribo. Ses premières tâches apostoliques l'amenèrent auprès des esclaves des plantations dont la vie était très dure. Il dut lutter avec les planteurs pour être autorisé à prêcher l'Évangile à ces populations maltraitées.
Le 7 octobre 1842, Monseigneur Grooff l'emmena avec lui à la léproserie gouvernementale de Batavia, au milieu de la forêt. Pierre fut bouleversé par la vision de ces malades délaissés de tous :

« Une émotion profonde, m'étreignait le cœur à la vue de cette assemblée. Certains malades avaient perdu les doigts des pieds, d'autres ceux des mains ; d'autres encore avaient les jambes terriblement enflées. Quelques-uns, atteints à la langue, ne pouvaient plus parler ; tous pouvaient à peine marcher »

À partir de 1856, cette léproserie sera le lieu de sa mission, sauf quelques déplacements à Paramaribo où il s'occupait des 2000 catholiques de cette ville.
Le Père Donders, en plus de son activité apostolique, lutta toute sa vie pour obtenir des services médicaux corrects pour tous ces malades abandonnés des autorités coloniales.
En 1866, les Rédemptoristes arrivèrent au Suriname afin de prendre en charge la mission, et Pierre Donders demanda à être admis dans la congrégation.

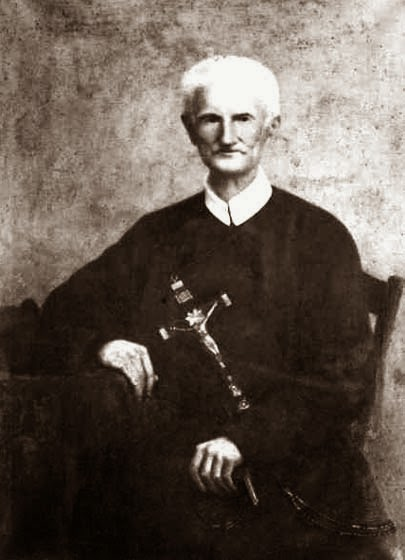
Pierre Donders photographié dans les années 1880.

Il avait 57 ans quand, après 6 mois de noviciat, il prononça ses vœux. Dès lors, il continua non seulement à s'occuper avec un dévouement extrême des lépreux, aussi bien matériellement que religieusement, mais il partit aussi évangéliser les Indiens de la tribu des Caribes, population encore sauvage et cannibale. Il apprit les langues indigènes et instruisit les autochtones dans la foi chrétienne.
C'est ainsi que le nombre des baptisés s'accrut considérablement et que les populations locales, parmi les plus délaissées et les plus misérables, furent soutenues et aidées.
En 1883, le vicaire apostolique, dans le but de soulager le Père Donders des charges et des fatigues qui l'épuisaient, le transféra d'abord à Paramaribo et ensuite à Coronie, mais dès 1885, il retournait à Batavia auprès des lépreux.
Sa santé déclinant rapidement, il dut s'aliter en décembre 1886 et ne se releva plus, jusqu'à sa mort, le 14 janvier 1887.
Aussitôt, sa réputation de sainteté dépassait le Suriname et atteignait son pays natal.

## Béatification
Il est béatifié le 23 mai 1982 par le Pape Jean-Paul II.
Liturgiquement, il est commémoré  le 14 janvier.

## Citations

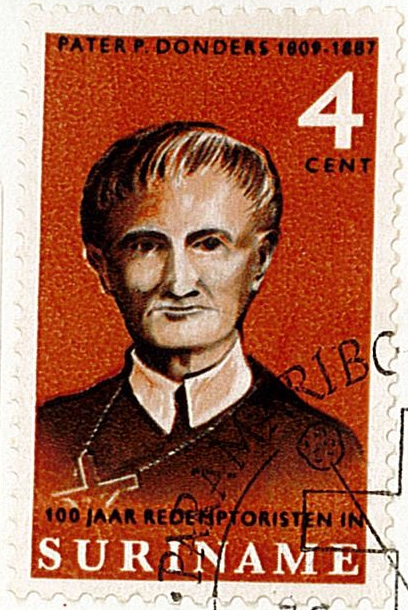
Timbre commémoratif du Suriname à l'effigie de Pierre Donders (1966).

- Timbre commémoratif du Suriname à l'effigie de Pierre Donders (1966).Du pape Jean-Paul II, lors de l'homélie pour la béatification :

« ... Par l'exemple de sa vie, le Père Donders a montré comment l'annonce de la Bonne Nouvelle de la Rédemption et de la délivrance du péché doivent trouver soutien et confirmation dans une authentique vie évangélique, une vie d'amour concret envers le prochain, surtout envers les plus petits des frères du Christ »

- Du cardinal Javier Lozano Barragan, lors de la 54e journée mondiale des malades de la lèpre, le 28 janvier 2007 :

« C'est sur cette voie ouverte par Jésus Christ que tant de personnes se sont engagées. Aux côtés de saint François d'Assise, du bienheureux Damien de Veuster, du bienheureux Pierre Donders, se poursuit aujourd'hui encore l'engagement d'un grand nombre de "témoins anonymes de l'amour miséricordieux de Dieu, qui ont choisi librement de vivre "avec et pour" les frères et sœurs malades de la lèpre »

## Sources
- Prions en Église - Numéro 253 - Éditions Bayard.
- Texte de Dom Antoine Marie osb (abbaye St-Joseph de Clairval)